# Veluticeps australiensis
Veluticeps australiensis är en svampart som beskrevs av Nakasone 2004. Veluticeps australiensis ingår i släktet Veluticeps och familjen Gloeophyllaceae.   Inga underarter finns listade i Catalogue of Life.